# محمد جلال السعيد
محمد جلال السعيد أستاذ جامعي وسياسي مغربي، كان الرئيس السادس لمجلس النواب بين 1992-1998، ورئيس مجلس المستشارين بين 1997 - 2000. انتقل من التجمع الوطني للأحرار إلى الحزب الوطني الديمقراطي بعد معارضته لأحمد عصمان تم لبى دعوة المعطي بوعبيد وانضم إلى الاتحاد الدستوري. وكان رئيسا على البرلمان العربي.

## مسيرته
تم تعيينه في أبريل 1974 كاتب دولة في وزارة السياحة والسكن إلى جانب أكبر عدد من كتاب الدولة في تشكيلة حكومية قادها الوزير الأول أحمد عصمان. وكان جلال السعيد واحدا من بين مناهضي قيادة أحمد عصمان في تجمع الأحرار، وقد وقع الاختيار عليه لإدارة صحيفة الحزب الوطني الديمقراطي، المنبثق عن ذلك الانشقاق. التحق بالاتحاد الدستوري لدى تأسيسه عندما كان المعطي بوعبيد لا يزال وزيرا أول،
اقترح عليه المعطي بوعبيد أن يترشح لرئاسة مجلس النواب. فدعمته الفرق النيابية لتجمع الأحرار والحزب الوطني الديمقراطي والاتحاد الدستوري.
انتخب رئيساً لمجلس النواب، ثم انتخب رئيساً لمجلس المستشارين وهو الغرفة الثانية في السلطة التشريعية بعد أن وقع تعديل الدستور وإنشاء مجلس المستشارين، والغاية من ذلك إيجاد سلطة تشريعية تقوم بدور كبح جماح مجلس النواب في حالة تحكمه في الأكثرية، وكان الحسن الثاني عندما وقع الضغط عليه لكي ينتخب مجلس النواب كله مباشرة من الشعب، وليس عن طريق انتخاب الثلث من المجالس المحلية والهيئات المهنية، أدخل تعديلاً على الدستور وأقرَّ بموجب هذا التعديل إنشاء مجلس المستشارين، وتم انتخاب محمد جلال السعيد رئيساً وهو من الشخصيات التي تحظى بدعم من وزير الداخلية صاحب النفوذ المطلق في البلاد ادريس البصري، الذي كان يمسك بمفاتيح السلطة كلها، ويختار الشخصيات التي يمكن لـه أن يتحكم في كل القرارات عن طريقها. وانتهى نشاطه مع سقوط إمبراطورية إدريس البصري. وبعد وفاة الحسن الثاني وسقوط إمبراطورية ادريس البصري أبعد جلال السعيد عن رئاسة مجلس المستشارين، غاب محمد جلال السعيد عن المسرح السياسي.
كان اعتزازه ببدويته، ومنها تولد دفاعه المستميت عن أبناء قبيلته السماعلة التابعة لدائرة وادزم بإقليم خريبكة، بل إنها كانت الدافع الذي جعله لا يتنازل عن اللغة العربية في مداخلاته بكل المحافل، رغم انه تربى وتعلم في الجامعات الفرنسية.